# Terraformazione di Venere

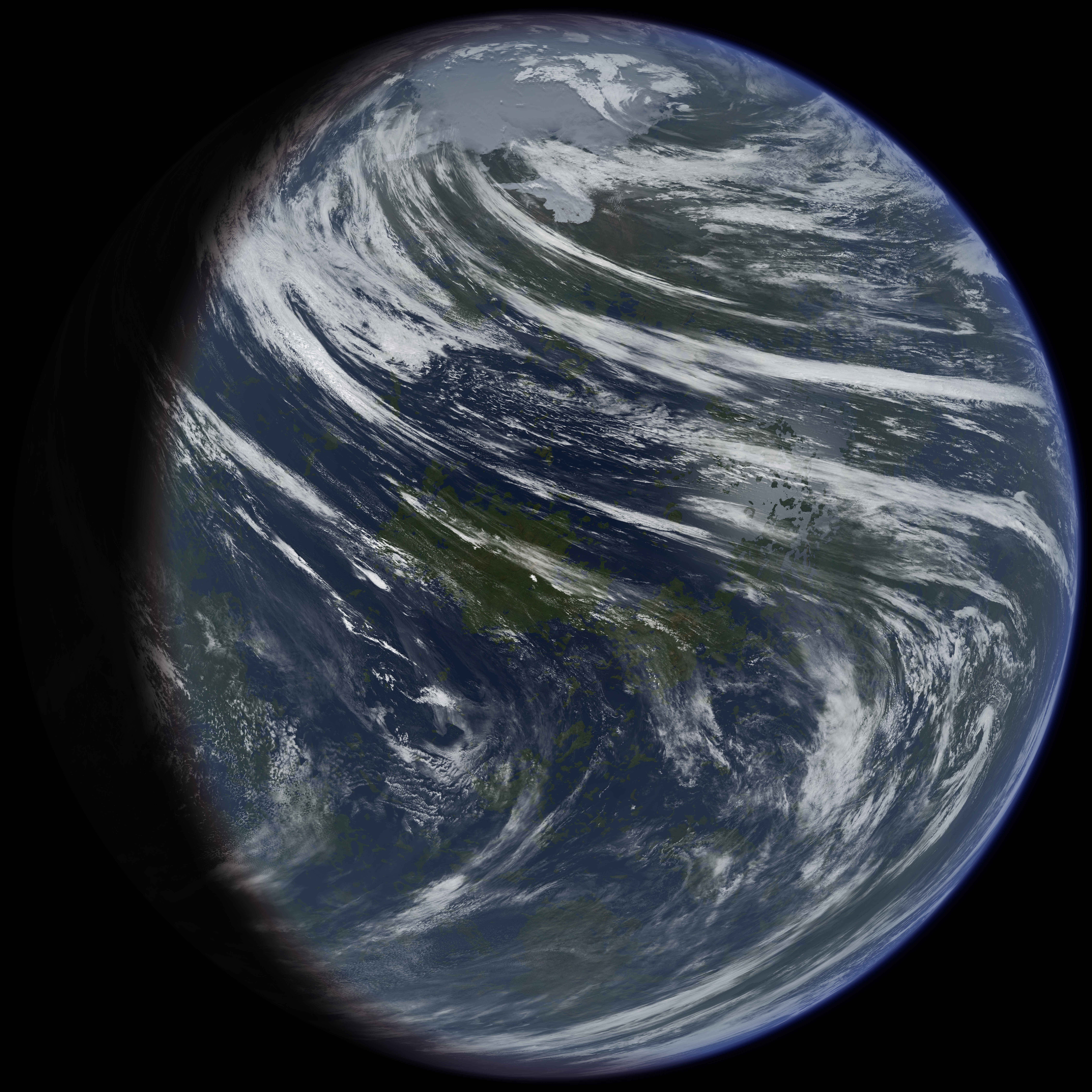
Rappresentazione artistica di Venere a seguito di un processo di terraformazione

La terraformazione di Venere è un progetto (teorico) di ingegneria planetaria atto a modificare l'ambiente globale del pianeta Venere al fine di renderlo adatto alla colonizzazione umana.

## Metodi ipotizzati
Attualmente i metodi ipotizzati sono essenzialmente due, entrambi atti preliminarmente a ridurre l'abnorme temperatura del pianeta (450 °C), quindi eliminando il biossido di carbonio e come terzo ed ultimo passo la creazione di un'atmosfera respirabile a base d'ossigeno. Il primo dei due metodi prevede di effettuare la terraformazione mediante la colonizzazione di Venere con la realizzazione di scudi solari (un sistema analogo è stato ipotizzato per la terraformazione di Marte e descritta anche al cinema nel film Atto di forza (Total Recall, 1990). Il secondo metodo, più complesso (anche in questo caso un metodo simile è stato ipotizzato per la terraformazione di Marte) prevede invece la creazione diretta di un'atmosfera respirabile atta a generare delle condizioni di vita terrestri. Altro problema da risolvere sarà infine lo stabilizzare la durata del ciclo giorno/notte della luce che attualmente su Venere è di 116 giorni.

### Scudi solari
Geoffrey A. Landis ha proposto che una certa quantità di città galleggianti potrebbero costituire uno scudo solare attorno al pianeta e potrebbero quindi essere utilizzate per la terraformazione, fornendo contemporaneamente un mezzo per poter abitare nell'atmosfera venusiana. Se fossero costruite in nanotubi di carbonio, che sono stati recentemente realizzati sotto forma di fogli, allora il principale materiale per le strutture potrebbe essere ricavato utilizzando l'anidride carbonica raccolta dall'atmosfera. Il carbonio amorfo, sintetizzato recentemente, potrebbe rivelarsi un utile materiale di costruzione. In base alle analisi di Birch queste colonie e questi materiali potrebbero costituire un immediato ritorno economico e costituirebbero una base per ulteriori sforzi nel processo di terraformazione.

### Eliminazione della densa atmosfera di biossido di carbonio

#### Approccio biologico
Già nel 1961 Carl Sagan suggerì di terraformare Venere attraverso delle alghe che convertissero l'anidride carbonica del pianeta in ossigeno. Tuttavia al giorno d'oggi è noto che l'acqua sul pianeta è così rara che anche con i migliori risultati della fotosintesi si produrrebbe una quantità trascurabile di ossigeno. Inoltre le radiazioni solari sarebbero letali per ogni forma conosciuta vivente.

#### Liquefazione diretta dell'atmosfera
Robert Zubrin, seguendo uno studio di Paul Birch del 1991 propose l'utilizzo di un grande scudo solare, progettato per difendere Venere dal Sole e raffreddarlo sufficientemente da permettere la liquefazione dei gas ad una temperatura inferiore a 304.18 K e una pressione di 73.8 bar (punto critico dell'anidride carbonica) e in seguito fino ad una temperatura di 216.85 K e una pressione di 5.185 bar (punto triplo). Al di sotto di questo punto di sublimazione l'anidride carbonica dell'atmosfera si depositerebbe sul suolo sotto forma di 'ghiaccio secco' e potrebbe essere sepolto oppure raccolto e spedito fuori dal pianeta. Una possibile destinazione di questo materiale potrebbe essere Marte, dove è presente il fenomeno opposto - una insufficiente pressione atmosferica e una bassa temperatura. In seguito verrebbe rimosso lo scudo solare e a causa dell'abbassamento dei gas serra sarebbe risolto il problema della pressione e della temperatura.
Zubrin tuttavia riconosce che l'assenza di acqua rimane un problema serio, e anche il bombardamento con comete o asteroidi contenenti ghiaccio comporterebbe tempi molto lunghi. Birch ipotizza di disintegrare una luna ghiacciata di Saturno e bombardare il pianeta con i frammenti per fornire circa 100 m di acqua per m2. Si creerebbero quindi mari salati e poco profondi.

#### Introduzione di idrogeno
Uno dei metodi di terraformazione di Venere più affascinanti e semplici dal punto di vista teorico, anche se impraticabile con le attuali conoscenze tecniche, sarebbe quello di portare, prelevandole probabilmente da qualche fonte del sistema solare più esterno, grandi quantità di idrogeno sul pianeta. L'idrogeno, reagendo con l'anidride carbonica, produrrebbe istantaneamente carbonio elementare (grafite) e acqua, secondo la reazione di Bosch. Per realizzare un simile progetto l'idrogeno andrebbe trasportato sigillato in molti contenitori al di sotto di una certa altitudine (sopra la quale pressione e temperatura non consentirebbero l'avvio della reazione) e quindi liberato. Una volta avvenuto ciò la trasformazione dell'atmosfera sarebbe completamente spontanea. Sarebbero necessari circa 4×1019 kg di idrogeno (pari a circa 4000 volte la massa di Fobos o a circa 8 volte la massa dell'intera atmosfera terrestre) per eliminare interamente l'anidride carbonica presente nell'atmosfera di Venere. L'eventuale perdita di idrogeno dovuta al vento solare sarebbe del tutto trascurabile nei tempi teorizzati per una simile reazione. Sarebbe del tutto trascurabile anche un altro effetto collaterale di questa reazione: la scomparsa dell'ossigeno libero. L'ossigeno si legherebbe infatti anch'esso con l'idrogeno trasformandosi in acqua e "sparendo" dall'atmosfera. Tuttavia la quantità di ossigeno libero nell'atmosfera di Venere è così bassa (< 20 ppm) che anche se ciò non avvenisse non se ne percepirebbe affatto la differenza.
Una volta che la reazione si fosse compiuta, l'intera anidride carbonica si sarebbe trasformata in acqua e grafite. Data la superficie relativamente piatta, quest'acqua coprirebbe all'incirca l'80% della superficie, rispetto al 70% ricoperto dagli oceani sulla Terra, anche se in termini di massa equivarrebbe a solo il 10% circa dell'acqua presente sulla Terra.
L'atmosfera residua, pari a circa 3 bar (circa tre volte quella della Terra), risulterebbe composta principalmente di azoto, parte del quale si dissolverà nei nuovi oceani di acqua, riducendo ulteriormente la pressione atmosferica, in conformità con la legge di Henry.
L'accelerazione della rotazione planetaria è invece un progetto destinato a realizzarsi in un lontano futuro. È da notare comunque che se la riduzione artificiale della pressione atmosferica si basasse sul trasferimento di quest'ultima in superficie (come ad esempio in quest'ultimo caso della terraformazione per mezzo dell'introduzione d'idrogeno) – piuttosto che sulla sua dispersione nello spazio – lo spostamento di una tale massa verso il centro di rotazione provocherebbe di per sé un aumento della velocità angolare in virtù della legge di conservazione del momento angolare. Si tratterebbe di un fenomeno del tutto analogo a quanto avverrebbe a un pattinatore su ghiaccio che portasse braccia e gambe vicino all'asse verticale di rotazione per aumentarne la velocità.
È tuttavia da notare che anche utilizzando un metodo così affascinante alcuni fattori andrebbero tenuti strettamente sotto controllo: non tanto la reazione in sé, che come abbiamo detto sarebbe del tutto spontanea, quanto piuttosto lo scenario che si aprirà dopo la reazione.
Il prodotto della reazione, l'acqua, verrebbe infatti prodotta sotto forma di vapore ad alta temperatura, e il vapore acqueo è un gas serra più potente della CO2. Se si lasciasse quindi la reazione a se stessa ci si limiterebbe a trasformare Venere da un inferno a base di CO2 a un inferno ancora più caldo a base di H2O.
Una possibile soluzione potrebbe essere, una volta terminata la reazione, quella di oscurare il pianeta con degli scudi al fine di farlo raffreddare al di sotto della temperatura critica di modo da consentire all'acqua di iniziare a condensarsi dapprima nell'alta atmosfera e poi, gradualmente, sulla superficie. A questo punto sarà finalmente possibile rimuovere gli scudi e confidare nella definitiva stabilizzazione della temperatura grazie a un circolo virtuoso.